# Bajonett

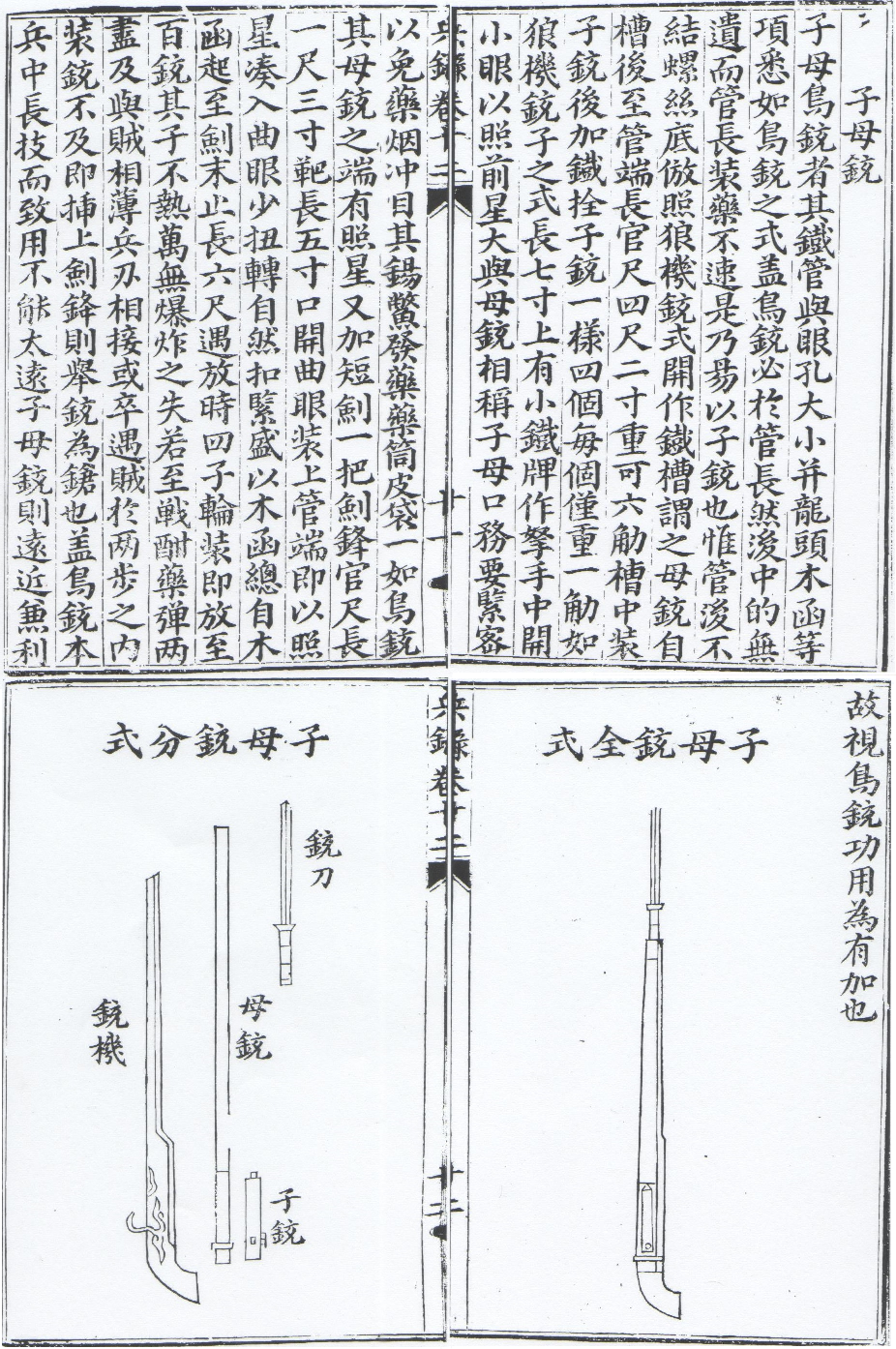
Abbildung und Beschreibung einer chinesischen Vorderlader-Muskete mit aufgesetztem Bajonett aus dem Jahr 1606

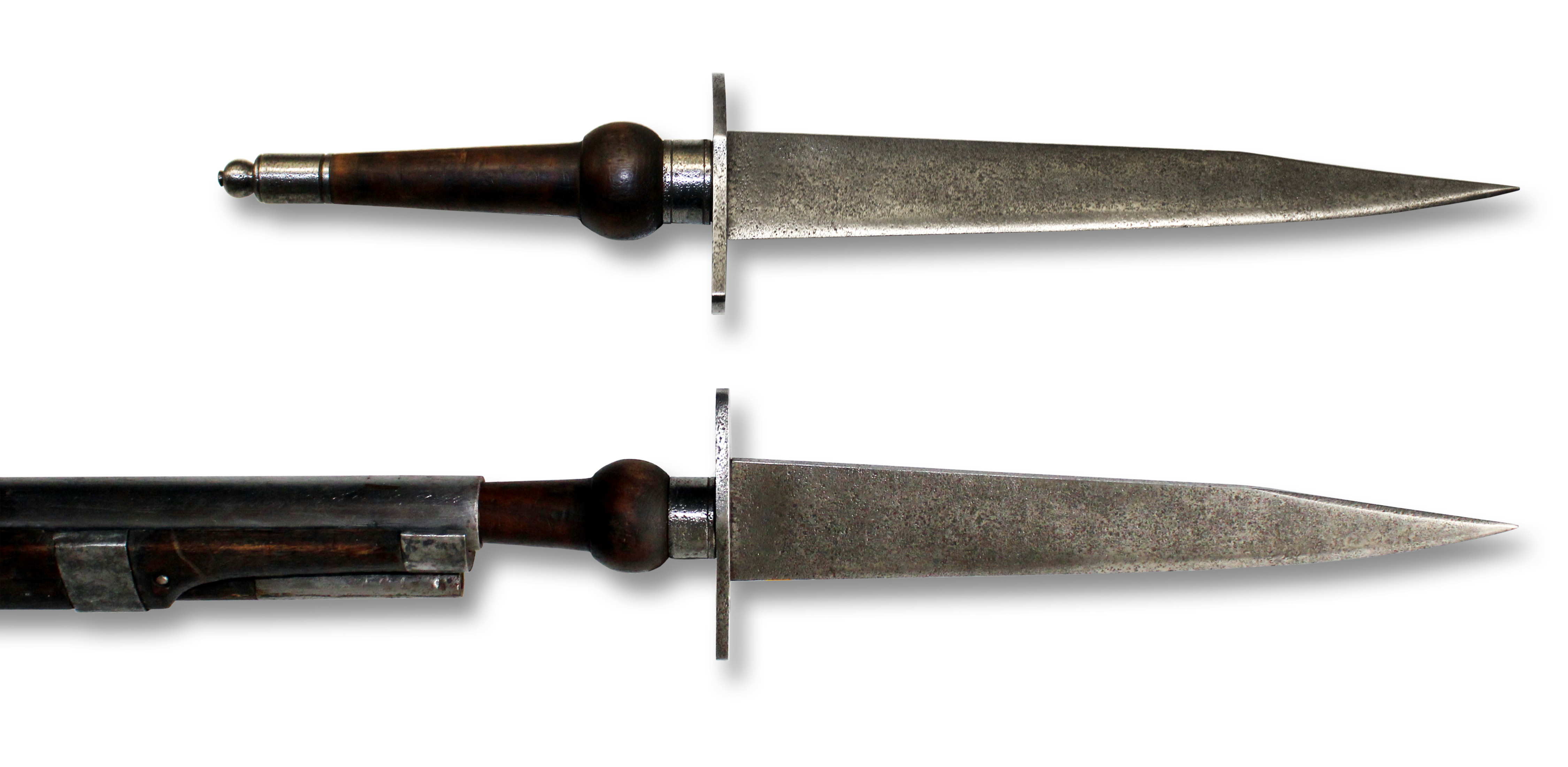
Spundbajonett, aufgepflanzt auf einem Luntenschlossgewehr

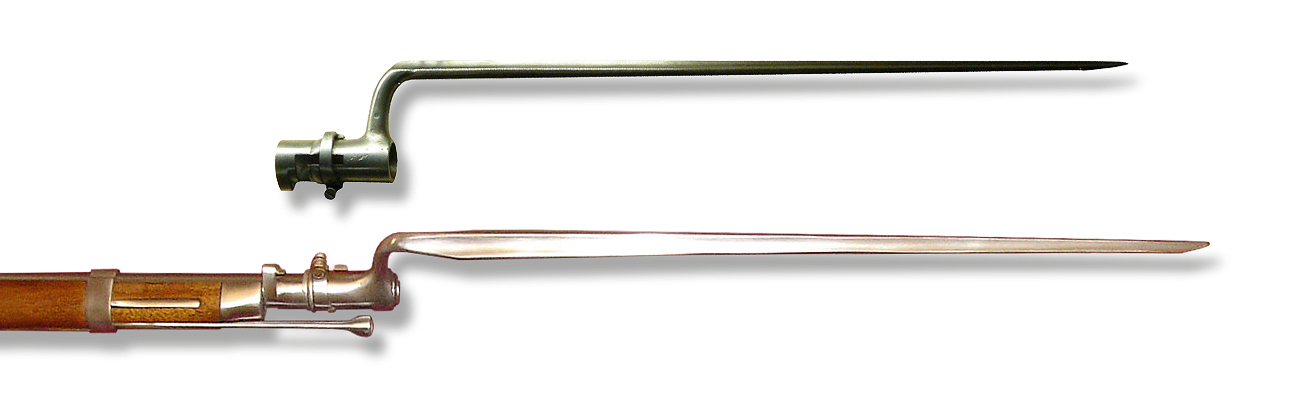
Französisches Tüllenbajonett aus dem 19. Jahrhundert (oben)
unten: amerikanisches Modell, – aufgepflanzt auf einem Springfield Model 1861 Rifle Muskete

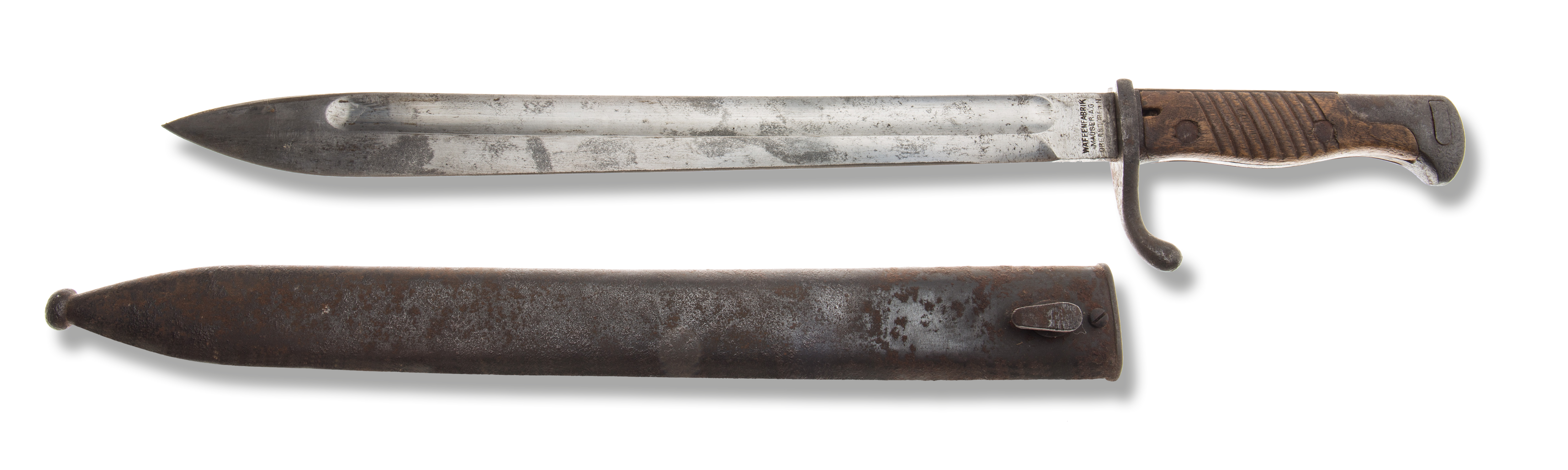
Deutsches Bajonett 98/05 von 1905 für das Gewehr 98, mit einer Klingenlänge von 53 cm

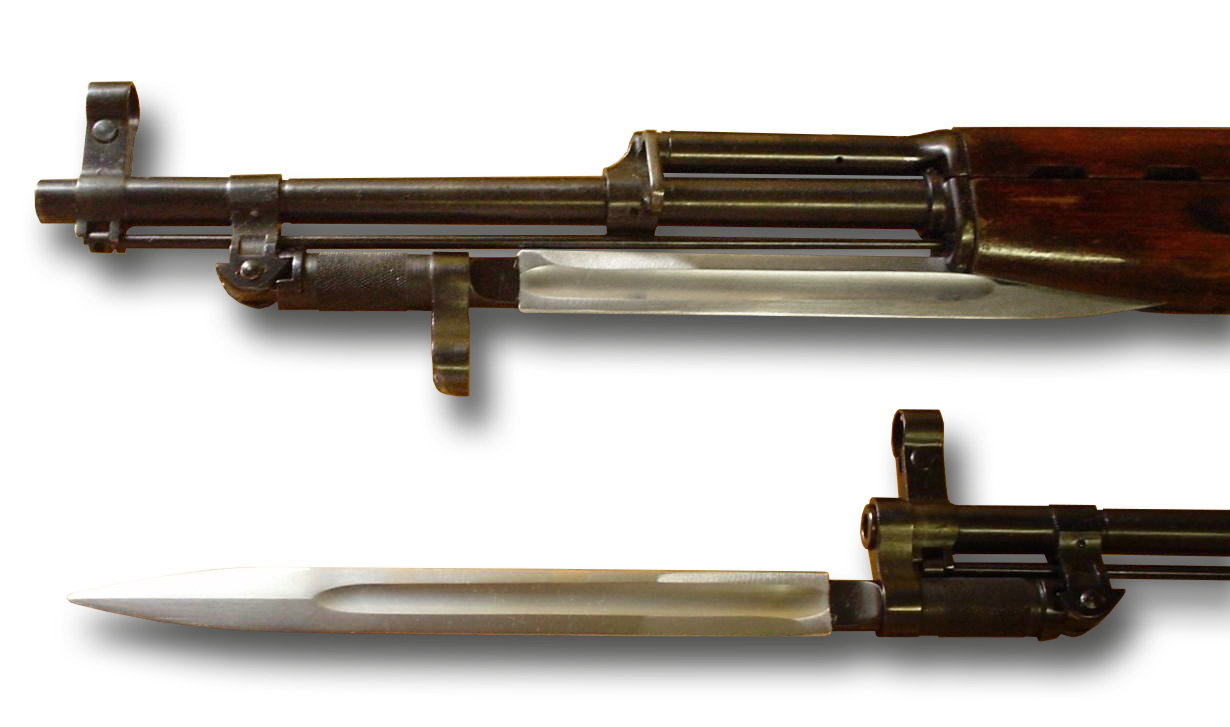
SKS mit Klappbajonett

Als Bajonett wird eine am Lauf von Schusswaffen zu befestigende Stichwaffe in Form eines langen Dorns oder einer Stahlklinge bezeichnet. Die heutigen Bajonette können auch als eigenständige Waffen (dann meist unter der Bezeichnung Kampfmesser) geführt und bei Bedarf auf das Gewehr aufgepflanzt werden.

## Name, Herkunft und Entstehung

### Name
Der Name Bajonett ist auf den ursprünglichen Herstellungsort, die französische Stadt Bayonne, zurückzuführen. Ein früher verwendeter Begriff war Seitengewehr oder auch Seitenwehr. Diese Bezeichnung ist aber nicht mit dem Begriff Seitenwaffe zu verwechseln, obwohl Herkunft und Bedeutung der Waffe und die Wortbedeutung gleich oder ähnlich ist.

### Herkunft und Entstehung
Der Ursprung des Bajonetts ist nicht eindeutig geklärt. Es kann als Jagdwaffe entstanden sein, um angreifende Tiere nach einem Fehlschuss abzuwehren oder es, nachdem es waidwund angeschossen wurde, durch Abfangen zu töten.
Im Brockhaus Konversations-Lexikon, Ausgabe von 1901, findet sich ein Abschnitt: „Bajonett (frz. baionette), eine mäßig lange Klinge, die am Lauf des Gewehres so befestigt wird, dass dieses sich in eine Stoßwaffe verwandelt. Der Gebrauch dieser Waffe tritt zuerst gegen die Mitte des 17. Jahrhunderts in der französischen Armee auf und geht aus dem Bestreben hervor, die mit dem Feuergewehr bewaffneten Schützen zur Verteidigung gegen die Reiterei geschickt und somit von dem Schutze der Pikeniere unabhängig zu machen. […] In den französischen Kriegen wurde die Bajonettattacke allgemein. Gegenwärtig wird sie zwar noch geübt, ihre Anwendung wird sich aber auf Ausnahmefälle beschränken.“
Der deutsche Gesellschaftstheoretiker Friedrich Engels schrieb im September 1857 in der New American Cyclopædia: „Diese Waffe, jetzt allgemein für die ganze Linieninfanterie eingeführt, ist, wie man annimmt, in Frankreich (offensichtlich in Bayonne, wonach sie benannt ist) um 1640 erfunden worden. Nach anderen Berichten übernahmen sie die Holländer von den Malayen, die ihren Kris oder Dolch auf ihre Flinte pflanzten. In Frankreich wurde das Bajonett 1679 eingeführt. Bis zu dieser Zeit hatten die Musketiere keine wirksame Waffe für den Nahkampf, und man mußte ihnen daher Pikeniere zuteilen, damit sie vor einem nahen Feind geschützt waren. Das Bajonett befähigte die Musketiere, der Kavallerie oder den Pikenieren Widerstand zu leisten und verdrängte so allmählich die letztere Waffengattung. Ursprünglich war es an einem Stock befestigt, der in den Flintenlauf eingeführt wurde; aber da es so den Soldaten mit aufgepflanztem Bajonett am Schießen hinderte, wurde später der Zylinder, der den Gewehrlauf umschließt, erfunden. Die Pike selbst blieb noch über ein halbes Jahrhundert lang als Infanteriewaffe erhalten. Die Österreicher waren die ersten, die sie für ihre ganze Linieninfanterie gegen die Flinte und das Bajonett vertauschten. Die Preußen folgten im Jahre 1689. Die Franzosen schafften die Pike erst 1703 völlig ab, die Russen nicht vor 1721. Die Schlacht von Speyer im Jahre 1703 war die erste, in der die Infanterie mit aufgepflanzten Bajonetten zum Angriff vorging. Für die leichte Infanterie ist das Bajonett jetzt im allgemeinen durch eine kurze, gerade und dolchartige Klinge ersetzt worden, die in einer Schiene seitwärts der Mündung des Gewehrs befestigt werden kann. Natürlich ist es so weniger gut befestigt, da aber diese Art der Infanterie nur in Ausnahmefällen in Linien zum Einsatz kommt, wird dieser Mangel durch die Vielfalt der Anwendungsmöglichkeiten dieser Waffe ausgeglichen.“

## Beschreibung

### Allgemeines
Das Bajonett wird im ungenutzten Zustand in einer Bajonetthülle neben anderen Waffen (z. B. Pistole) und Ausrüstungsgegenständen seitlich am Koppel getragen, was die alte Bezeichnung „Seitengewehr“ erklärt. Es kann aber auch wie beim Simonow SKS-45 an der Waffe fest angebracht sein und in die Gebrauchsstellung ausgeklappt werden (Klappbajonett). Dann ist es im strengen Sinne des Wortes kein Seitengewehr mehr.
Als „Aufpflanzen“ wird das Befestigen einer Stichwaffe an einer Schusswaffe mit langem Lauf (Gewehr) bezeichnet. Damit hat man eine zweite Angriffs- beziehungsweise Verteidigungswaffe. Im Nahkampf ist es dadurch möglich, das Gewehr als Stich- oder Stoßwaffe zu verwenden. Diese Waffenform gibt es seit den Vorderladergewehren mit Spundbajonett und wird bis zu den heutigen, modernen Sturmgewehren durch das M-9-System fortgesetzt.

### Befestigung

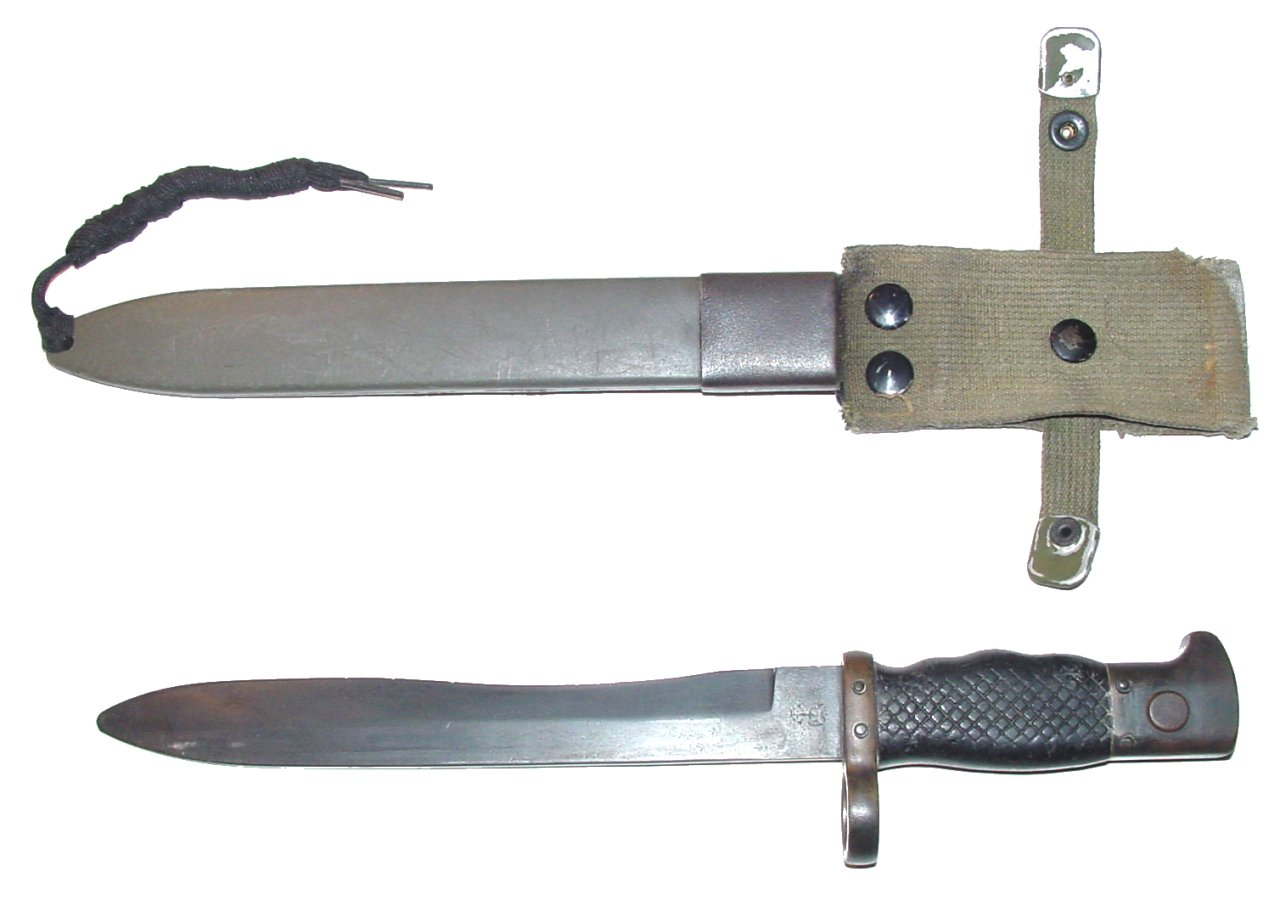
Arretierknopf an einem Bajonett, unten rechts, am Knauf

Das Bajonett wird an der Waffe an der Aufpflanzvorrichtung angebracht (auch Bajonetthalter oder Bajonetthaft genannt). Es ist das Bauteil an der Waffe, auf das das Bajonett aufgeschoben und arretiert wird. Die Aufpflanzvorrichtung kann schienen-, bolzen- oder stabförmig sein.
Der Bajonetthalter ist heute eine Profilschiene, die unter einem Gewehrlauf angebracht ist und zur Befestigung des sogenannten Kastenbajonetts dient. An älteren Gewehrmodellen ist diese Schiene seitlich am Gewehr angebracht und dient zur Befestigung des Aufsteckdorns bei Dornbajonetten.
Die Bajonetthaft, auch Bajonettwarze oder Aufpflanznut, ist eine auf dem Gewehrlauf befestigte runde oder vierkantige Nocke. Diese Nocke dient der Arretierung des älteren Tüllenbajonetts. Die Nocke passt in die Führungsrille des Bajonetts und arretiert es am Lauf. Es gibt noch weitere Versionen, die bei modernen Bajonetten benutzt werden. Bei manchen modernen Bajonetten befindet sich am Heft der Arretierknopf, mit dem die Verriegelung wieder gelöst werden kann. Moderne Bajonette haben in der Regel eine Aufpflanznut am Heftknauf und einen Ring (Laufring) in der Parierstange, der über den Lauf gesteckt wird.

## Historisch-technische Entwicklung

### Erste Erwähnungen
Eine sehr frühe dokumentierte Erwähnung eines echten Bajonetts findet sich in der 1606 veröffentlichten chinesischen Militärabhandlung. Es war ein etwa 58 cm langes Spundbajonett, mit dem ein Hinterladergewehr ausgestattet wurde, wodurch die Waffe mit aufgesetztem Bajonett insgesamt 1,92 m lang war. Es wurde als „Gewehrklinge“ (vereinfachtes Chinesisch: 铳刀; traditionelles Chinesisch: 銃刀; Pinyin: Chòngdāo) bezeichnet und als „Kurzschwert, das in den Lauf eingeführt und durch leichtes Drehen gesichert werden kann“ beschrieben. Es sollte verwendet werden, „wenn im Gefecht sowohl Schießpulver als auch Kugeln aufgebraucht sind, sowie im Kampf gegen Banditen, wenn sich Truppen im Nahkampf befinden oder in einen Hinterhalt geraten“ und wenn man „das Gewehr nicht innerhalb der Zeit laden kann, die es braucht, um zwei Bu (3,2 Meter) Boden zurückzulegen, muss man das Bajonett anbringen und es wie einen Speer halten“.
Der erste schriftliche Nachweis im deutschsprachigen Raum für die Verwendung eines Dolches als in den Lauf gestecktes Bajonett stammt aus dem Zeughaus zu Dresden aus dem Jahr 1669. Dort ist es als „zu den Musqueden gehöriges Messer“ beschrieben. Später wurden die Bajonette unter dem Gewehrlauf angebracht, um auch feuern zu können, während das Bajonett am Gewehr angebracht ist.

### 17. und 18. Jahrhundert: beginnende Verbreitung in Europa
Bajonette wurden seit Mitte des 17. Jahrhunderts in Frankreich verwendet und allmählich in den meisten europäischen Armeen gebräuchlich. Anfangs wurden Bajonette mit dem Griff in den Gewehrlauf gesteckt (sogenannte Spundbajonette), so dass die Muskete nicht feuern konnte. Bereits 1669 erfand Sébastien Le Prestre de Vauban Bajonette, die mit einer Tülle seitlich am Lauf befestigt wurden – sogenannte Tüllen- oder Dillenbajonette – und somit auch im aufgepflanzten Zustand das Abfeuern von Musketenkugeln nicht verhinderten. Mit diesen neuartigen Bajonetten wurde die französische Armee seit 1689 ausgestattet. Etwa um 1700 tauchten Bajonette auf, die einen abgewinkelten Arm hatten und so auch das Nachladen ermöglichten. Zur wichtigsten Klingenform entwickelte sich bald eine stabile, drei- oder vierkantige Form mit etwa 40 cm Länge.
Die Entwicklung des Bajonetts und die zunehmende Verbreitung von Feuerwaffen ließen den Einsatz von Pikenieren und Schweinsfedern in der Schlacht allmählich zurückgehen. Bis zum Beginn des 18. Jahrhunderts wurden die Pikenier-Einheiten der meisten europäischen Armeen aufgelöst.

### 19. Jahrhundert: Entwicklung der Messerbajonette
Ab dem 19. Jahrhundert wurde das Tüllenbajonett schrittweise von Bajonetten abgelöst, die eigene Griffe hatten – sogenannte Messer- oder Säbelbajonette – und wie Messer, kurze Pallasche oder Säbel beschaffen waren. Ihre Vorgänger waren im 18. Jahrhundert aufpflanzbare Hirschfänger, die wie solche mit einem seitlichen Ring am Rohr fixiert wurden. Da solche Waffen aber das Nachladen des Vorderladers verhinderten, setzten sie sich erst mit Einführung des Hinterladers endgültig durch. Doch bereits 1840 wurde der doppelt gekrümmte französische Jatagan mit ca. 60 cm Klingenlänge zum Vorbild. Bekannt ist auch das gerade, vorn verbreiterte preußische Füsilierseitengewehr von 1860 mit etwa 50 cm langer Klinge.

### 20. Jahrhundert: Die „Reichweiten-Kontroverse“
Vor dem Ersten Weltkrieg basierte die Bajonett-Doktrin weitgehend auf der Wichtigkeit der „Reichweite“, d. h. der theoretischen Fähigkeit eines Soldaten, mithilfe eines extrem langen Gewehrs und eines daran befestigten Bajonetts einen feindlichen Soldaten zu erstechen, ohne sich in Reichweite der Klinge seines Gegners begeben zu müssen. Eine kombinierte Länge von Gewehr und Bajonett, die größer war als jene des Gegners (wie früher bei den Lanzen der Pikeniere), sollte einen taktischen Vorteil auf dem Schlachtfeld verschaffen.
Schon 1886 führte die französische Armee ein 52 Zentimeter langes vierkantiges Degen-Bajonett für das Gewehr Lebel Modell 1886 ein, das Épée-Baïonnette Modèle 1886, was zu einem „Waffensystem“ mit einer Gesamtlänge von 180 cm führte. Deutschland reagierte darauf mit der Einführung eines langen Schwertbajonetts für das Mauser Modell 98, das einen 29-Zoll-Lauf hatte. Das Bajonett, das Seitengewehr 98, hatte eine 50 cm lange Klinge. Mit einer Gesamtlänge von 1,75 Meter erreichte die Gewehr-Bajonett-Kombination der deutschen Armee nach dem französischen Lebel die zweitgrößte „Reichweite“.
Nach 1900 beschafften die Schweizer Armee, die British Army und die Vereinigten Staaten Gewehre mit einer Lauflänge, die kürzer war als die einer gezogenen Muskete, aber länger als die eines Karabiners. Sie waren für den allgemeinen Einsatz durch Infanterie und Kavallerie vorgesehen. Die „Reichweite“ dieser neuen „Kurzgewehre“ mit aufgesetzten Bajonetten verringerte sich also dadurch. Großbritannien führte 1904 das SMLE (Short, Magazine, Lee-Enfield) ein. Das deutsche Mauser M98 in Kombination mit dem Säbelbajonett war 20 cm länger als das SMLE und sein Bayonet P1903, das eine 30 cm lange Klinge hatte. Während das britische P1903 und sein ähnlicher Vorgänger, das P1888, im Einsatz zufriedenstellend waren, wurde bald Kritik an der verkürzten Reichweite laut. Ein englischer Journalist warnte damals: „Der deutsche Soldat hat gegenüber dem britischen Soldaten acht Zoll (20,3 cm) Vorsprung, wenn es darum geht, Bajonette zu kreuzen, und diese zusätzlichen acht Zoll wenden die Schlacht leicht zugunsten des reichweitenstärkeren Soldaten, wenn beide Männer gleich geschickt sind.“
1905 führte die deutsche Armee ein verkürztes 37 Zentimeter langes Bajonett ein, das Seitengewehr 98/06 für Pioniertruppen, und 1908 auch ein kurzes Gewehr, den Karabiner Modell 1898AZ, der in begrenzten Stückzahlen für die Kavallerie, Artillerie und andere Spezialtruppen hergestellt wurde. Die langläufige Version Mauser Modell 98 wurde jedoch als primäre Infanterie-Kleinwaffe beibehalten.
Darüber hinaus vertrat die deutsche Militärführung weiterhin den Grundgedanken, dem Gegner gegenüber mit einer längeren Gewehr-Bajonett-Kombination im Vorteil zu sein, ein Standpunkt, der in den Infanterie-Bajonett-Trainingsdoktrinen maßgebend vertreten war. Das betraf den Wurfangriff und ebenso den ausgedehnten Stoß- und Ausfallangriff. Bei dieser Taktik ging der deutsche Soldat in eine Halbhocke und hielt das Gewehr und das aufgepflanzte Bajonett dicht am Körper. In dieser Position schleuderte der Soldat als Nächstes sein Gewehr nach vorn, ließ dann die Stützhand sinken, während er mit dem rechten Fuß einen Schritt nach vorn machte und gleichzeitig den rechten Arm auf volle Länge ausstreckte, wobei er das ausgestreckte Gewehr nur mit der rechten Hand hielt. Der Wurfangriff bot durch eine maximale Distanz von etwa 3,2 Metern eine beeindruckende Steigerung der „Reichweite“ und wurde später von anderen Streitkräften übernommen, darunter der US-Armee.
Als Reaktion auf die Kritik an der geringeren Reichweite des SMLE-Gewehrs und -Bajonetts führte das britische Beschaffungsamt 1908 das Bayonet P1907 ein, das eine auf etwa 42 cm verlängerte Klinge hatte, um die geringere Gesamtlänge des SMLE-Gewehrs auszugleichen. Das Bajonett von 1907 war im Wesentlichen eine Kopie des japanischen Bajonetts Typ 30, da Großbritannien in den Jahren vorher eine Reihe japanischer Gewehre Arisaka Typ 30 für die Royal Navy gekauft hatte. Das US-Militär wiederum übernahm mit dem Bayonet M1905 ein Bajonett mit 40 cm Klingenlänge für das kurze M1903 Springfield, das später auch für das M1917 als langes Schwertbajonett zum Einsatz kam.

### Erster und Zweiter Weltkrieg

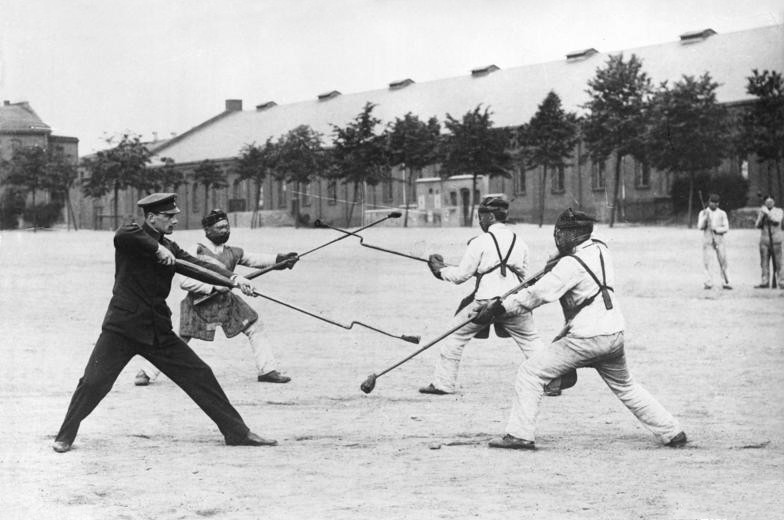
Deutsche Soldaten beim Üben des Bajonettfechtens (1914)

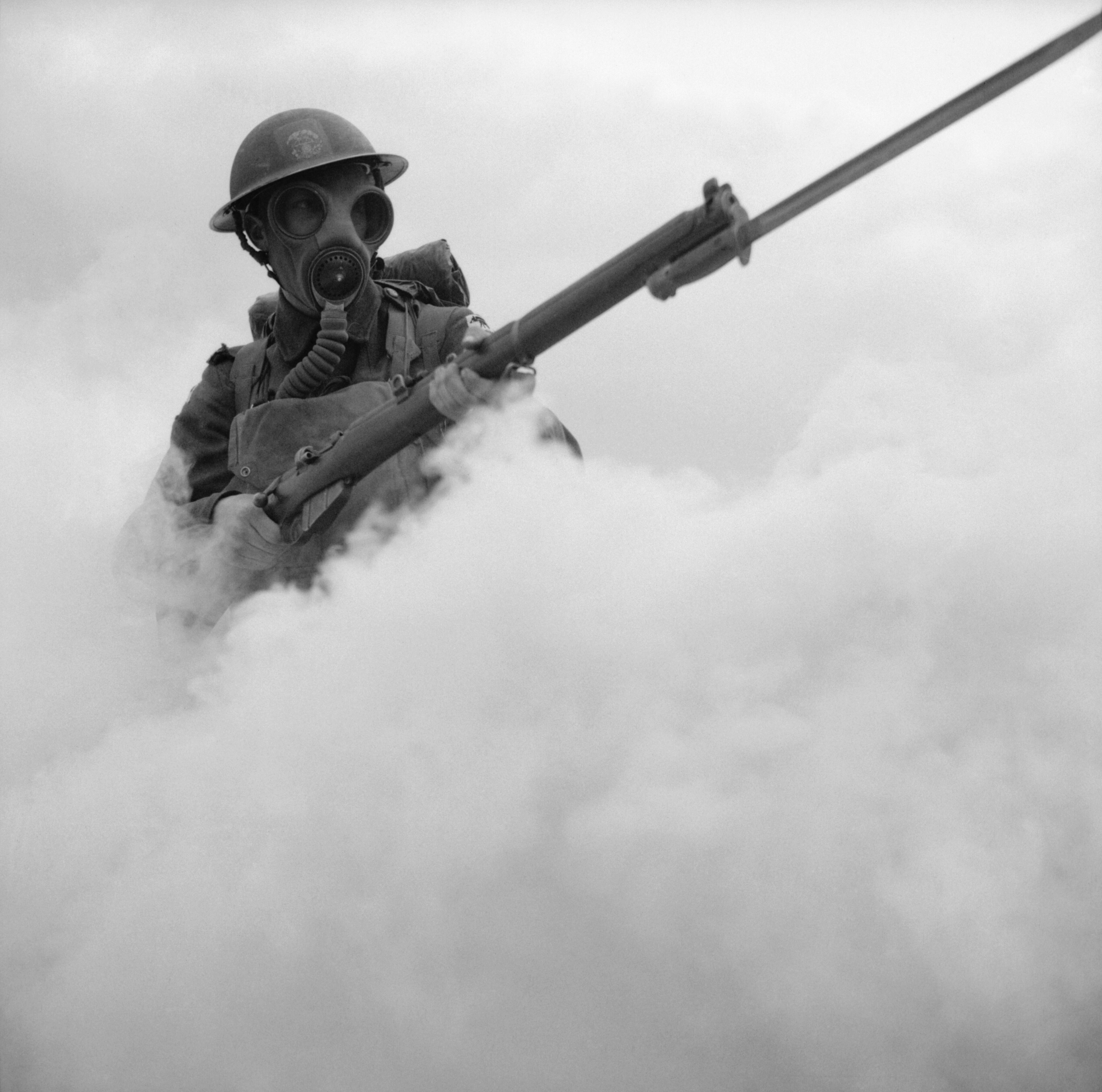
Britischer Soldat mit aufgepflanztem Bajonett während einer Übung (1941)

Im Ersten Weltkrieg waren Bajonette noch bis zu 50 cm lang und teilweise kam es noch zum Bajonettfechten. Aber schon bei den Grabenkämpfen der Sturmtruppen erwiesen sich Gewehre mit aufgepflanztem Bajonett als zu unhandlich, und das Bajonett wurde als Nahkampfwaffe durch den feststehenden Feldspaten abgelöst. Sowohl im Ersten als später auch im Zweiten Weltkrieg wurde der Grabendolch in den Grabenkämpfen als Nahkampfwaffe benutzt.
Aufgrund dieser Erfahrungswerte änderte sich die Meinung über den Wert von Langgewehren und langen Bajonetten in typischen Infanterie-Kampfoperationen. Anstelle längerer Bajonette suchten die Infanteriekräfte auf beiden Seiten nach anderen Waffen und Werkzeugen als Hilfsmittel für den Nahkampf.
Bald begannen die Soldaten, das Bajonett sowohl als Messer wie auch als Aufsatz für das Gewehr zu verwenden, und die Bajonette wurden oft offiziell oder inoffiziell gekürzt, um sie vielseitiger und einfacher als Werkzeug zu nutzen oder die Handhabung im Nahkampf (im beengten Schützengraben) zu erleichtern. Während des Zweiten Weltkriegs wurden die Bajonette weiter gekürzt und zu messergroßen Waffen gemacht, um sie als Kampf- oder Gebrauchsmesser noch nützlicher zu machen. Die überwiegende Mehrheit der modernen Bajonette, die seit dem Zweiten Weltkrieg eingeführt wurden, sind vom Typ Messerbajonett.
Von deutscher Seite wurden Bajonette ab Mitte der 1930er Jahre mit einem S-Code gekennzeichnet, um die Hersteller zu verschleiern. Ab etwa 1937 verzichtete man auf die Heimlichkeit und kennzeichnete Bajonette auf der Fehlschärfe mit voll ausgeschriebenem Hersteller und Jahreszahl auf dem Klingenrücken. Nach Kriegsbeginn wurde ab 1940 ein Drei-Buchstaben-Code zur Kennzeichnung des Herstellers mit den zwei Endziffern des Herstellungsjahres auf die Fehlschärfe gestempelt.
Mit der Entwicklung des Seitengewehrs 42 (SG42) mit Griffbügel durch Eickhorn aus Solingen und dessen Einführung in die Wehrmacht setzte eine weltweite Entwicklung vom Bajonett als bloße Hieb- und Stichwaffe hin zum aufpflanzbaren Mehrzweckmesser (Säge, Drahtschneider) mit Schlagring ein.
Über den Wert des Bajonetts im Kampf gab es bis weit in das 20. Jahrhundert hinein Diskussionen. Die teils namhaften Befürworter wurden durch die Entwicklungen im amerikanischen Sezessionskrieg und im Ersten Weltkrieg widerlegt. In den Stellungskämpfen des Zweiten Weltkriegs kamen Bajonette zwar noch auf nahezu allen Kriegsschauplätzen zum Einsatz, teilweise auch mit Erfolg. Häufiger jedoch wurden Bajonettangriffe unter erheblichen Verlusten insbesondere durch Maschinengewehrfeuer abgewiesen.

### Nach dem Zweiten Weltkrieg bis Gegenwart
In der Nachkriegszeit wurden die Bajonette immer kürzer und handlicher – heute werden Bajonette nur noch selten als Standard-Blankwaffe der Infanterie ausgegeben, sind aber nach wie vor mögliches Zubehör von Sturmgewehren, und haben die Größe und das Gewicht handelsüblicher Haushaltsmesser. Meist werden nur noch Kampfmesser ausgegeben. Blankwaffen haben jedoch nur noch eine sehr untergeordnete Bedeutung.
Das seit 1997 eingeführte G36 verfügt serienmäßig über eine Bajonetthalterung, spezielle Bajonette wurden jedoch nicht entwickelt. Das aus Kostengründen vorübergehend von der NVA als „Kampfmesser, schwer“ übernommene AKM-Bajonett Typ II (M 74 und M 74/2) musste am Haltering modifiziert werden, um ohne Entfernen des Mündungsfeuerdämpfers aufgepflanzt werden zu können. Dazu wurde der originale Haltering durch einen anderen mit größerem Durchmesser ersetzt. Außerdem wurde die lederne Gürtelhalterung durch eine neue aus Kunstfasern und Plastik ersetzt, die mit dem Bundeswehr-Tragesystem „Soldat 95“ kompatibel ist. Diese Änderung wurde nicht offiziell, sondern in Privatinitiative in begrenzter Stückzahl durchgeführt.
Eickhorn entwickelte ohne behördlichen Auftrag unter der Bezeichnung SG2000 (Seitengewehr) ein Bajonett für das G36. Es hat die modifizierte Tantōklinge des KM 2000 und wird mit (als SG2000 WC; englisch Wire Cutter, für Drahtschneider) und ohne Drahtschneidefunktion angeboten.

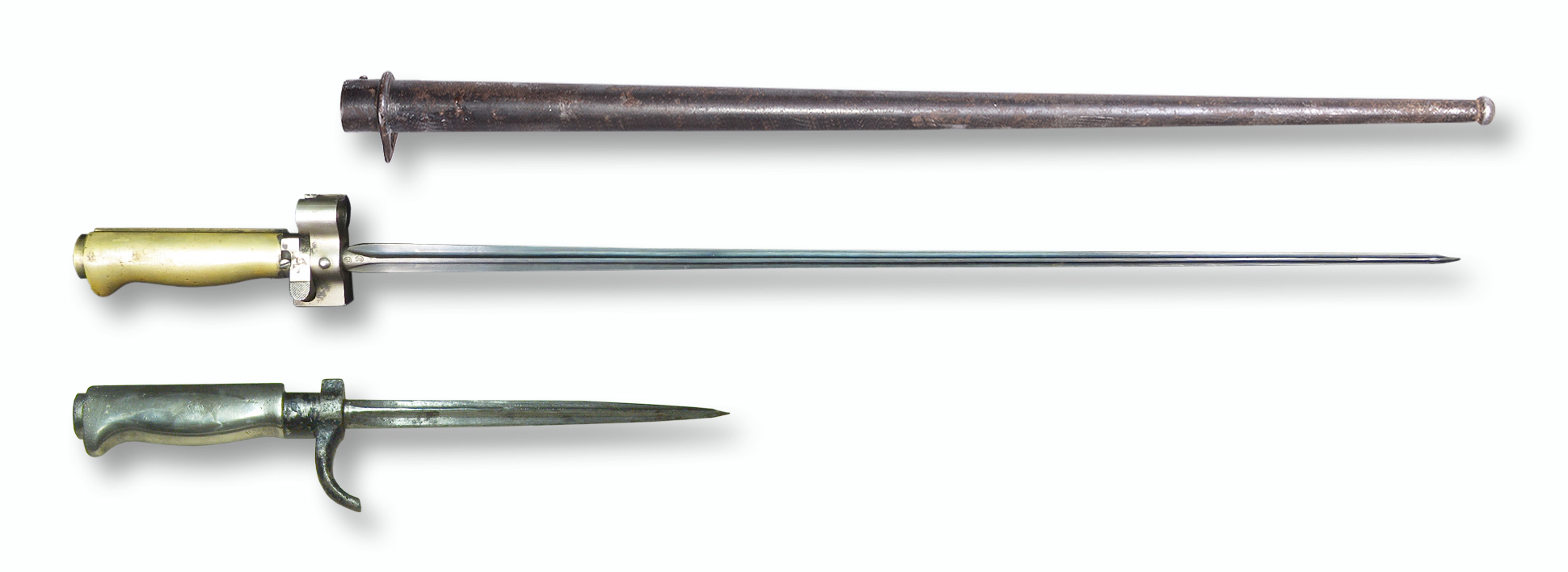
Bild 1
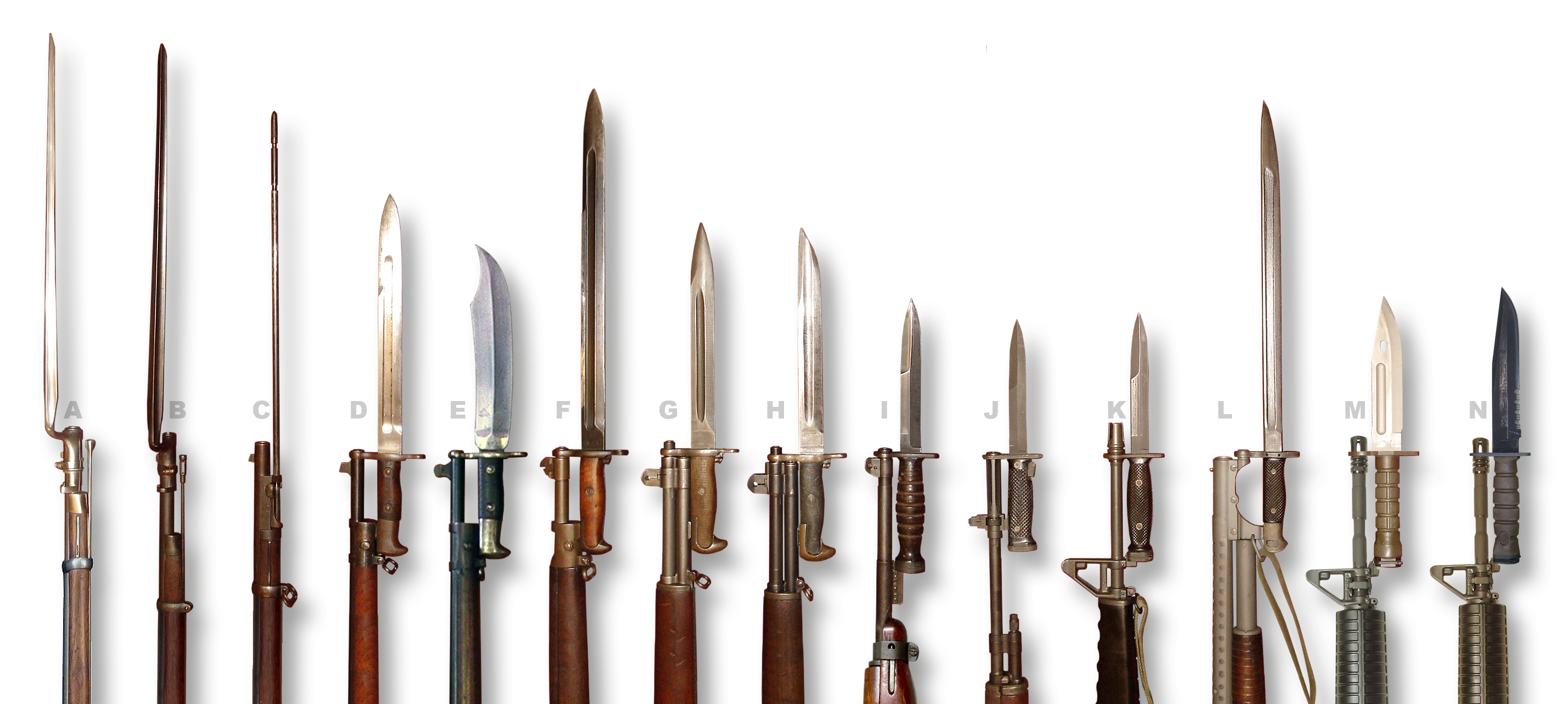
Bild 2
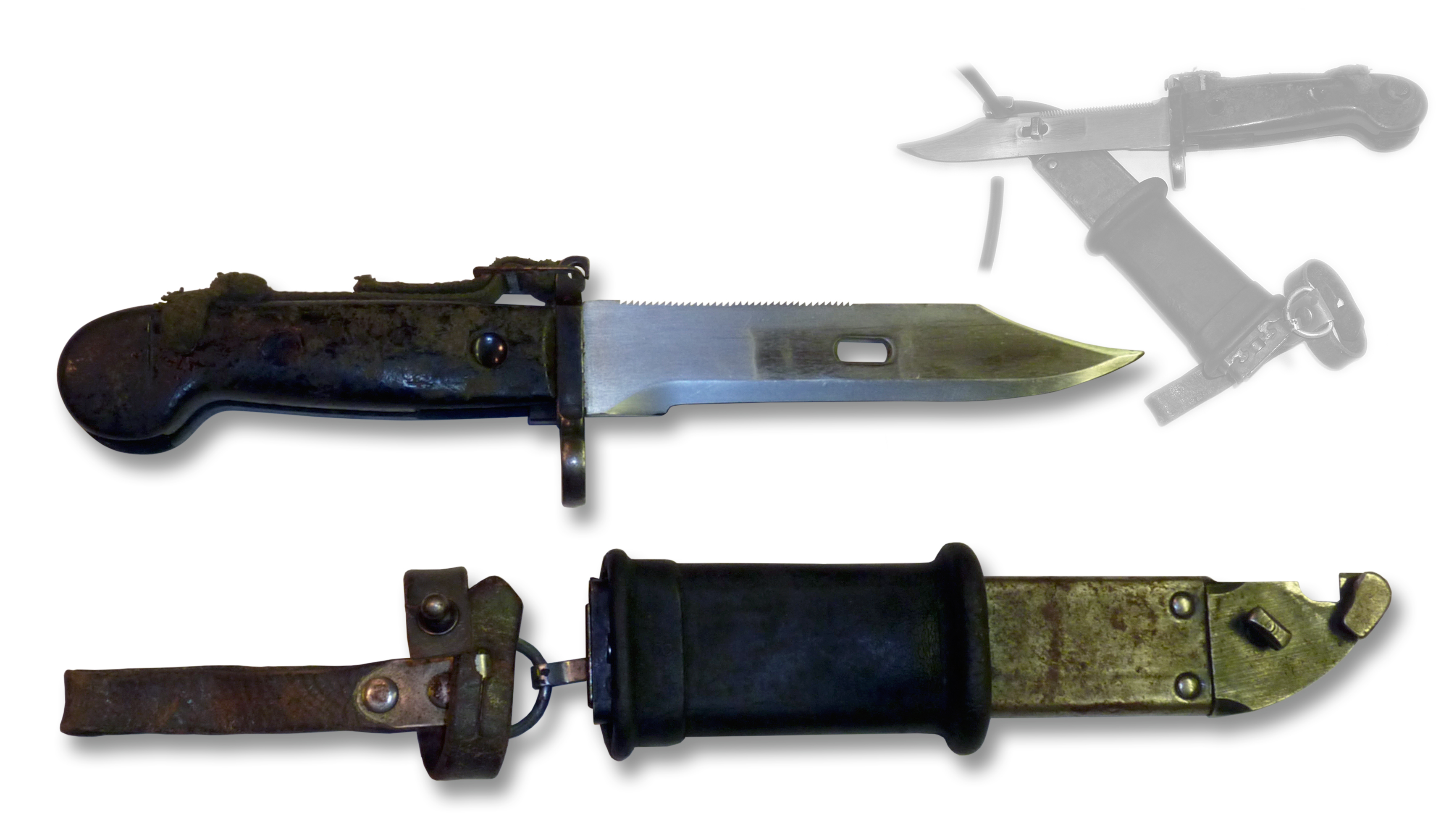
Bild 3
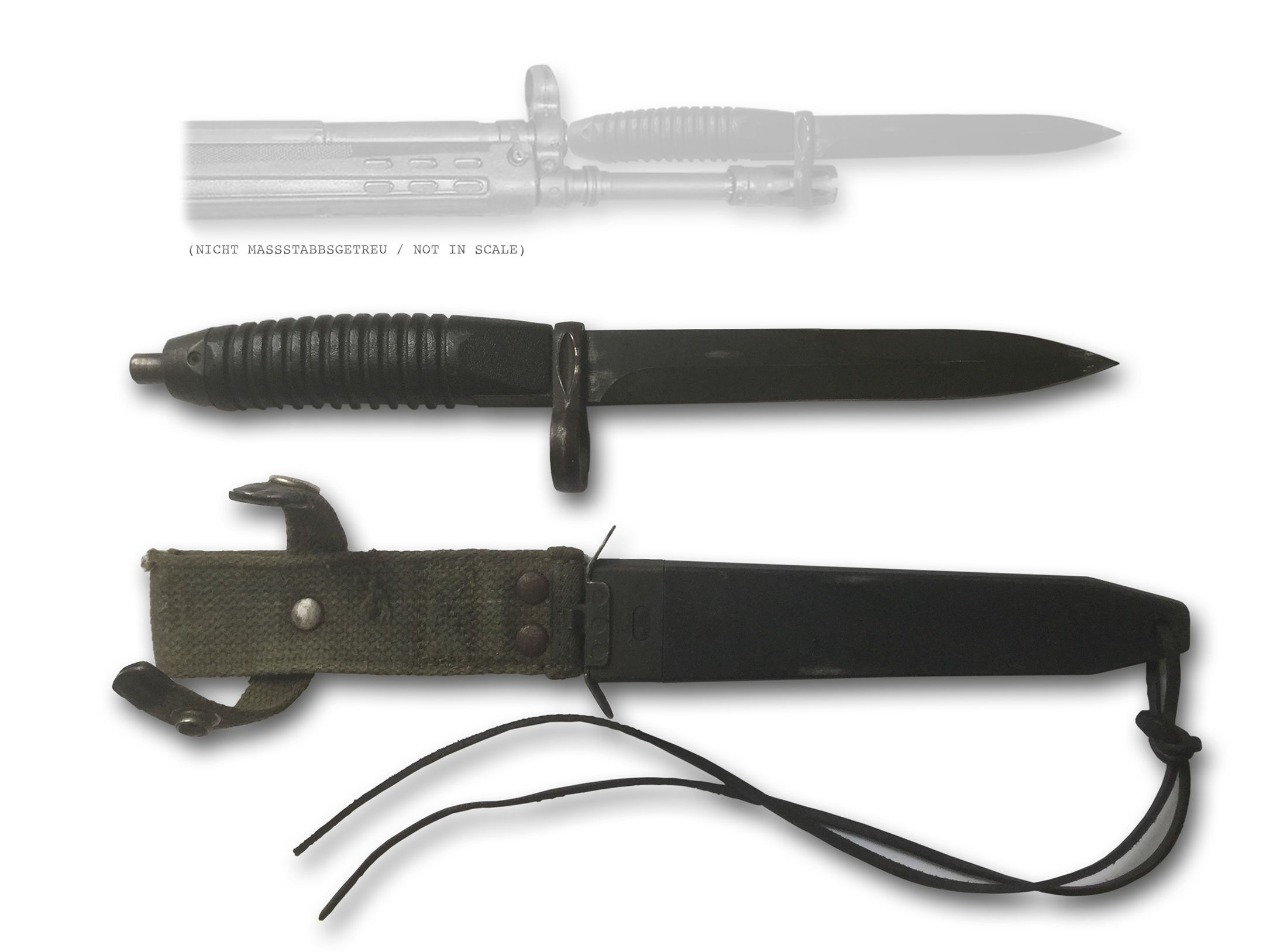
Bild 4
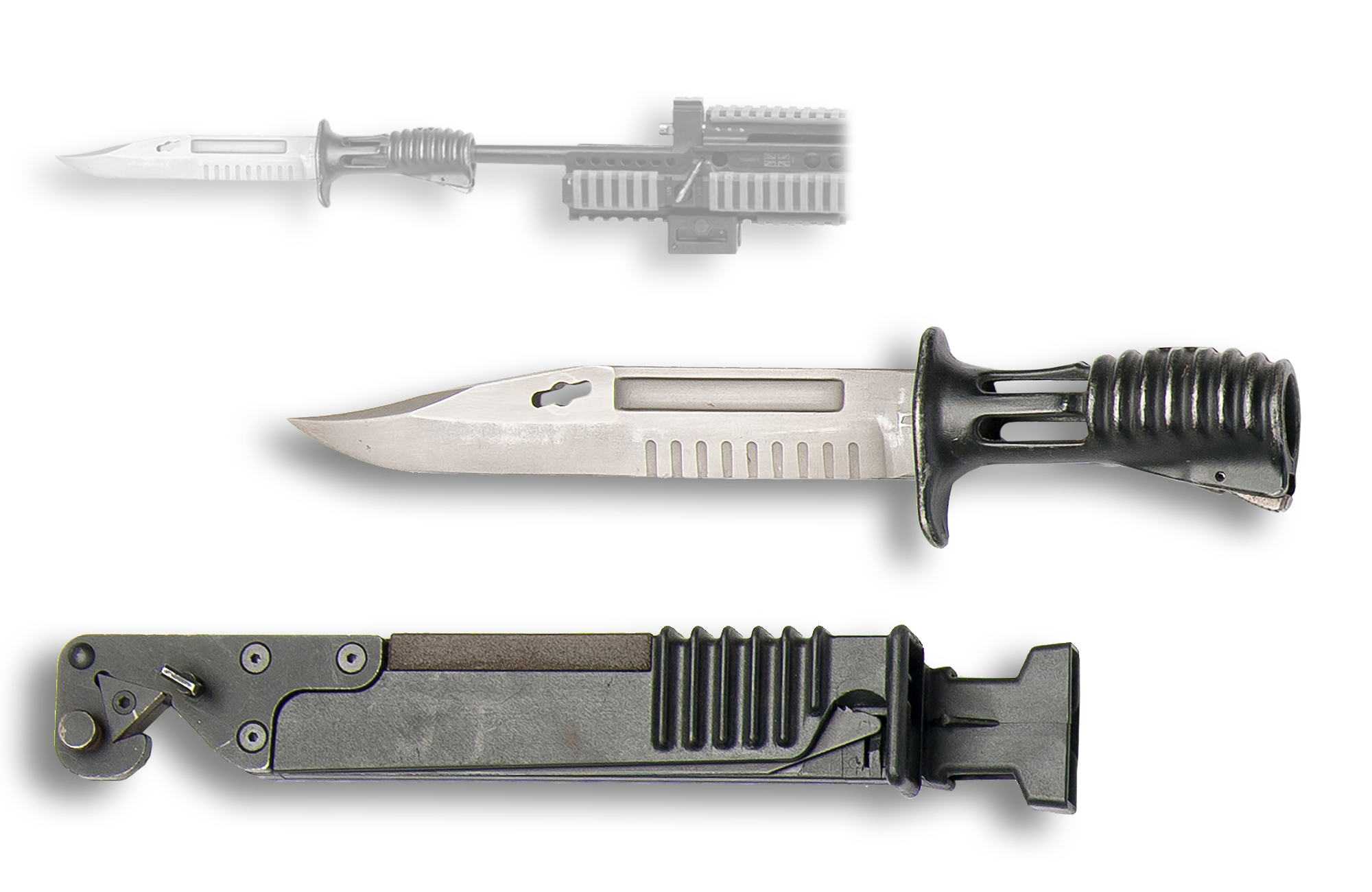
Bild 5
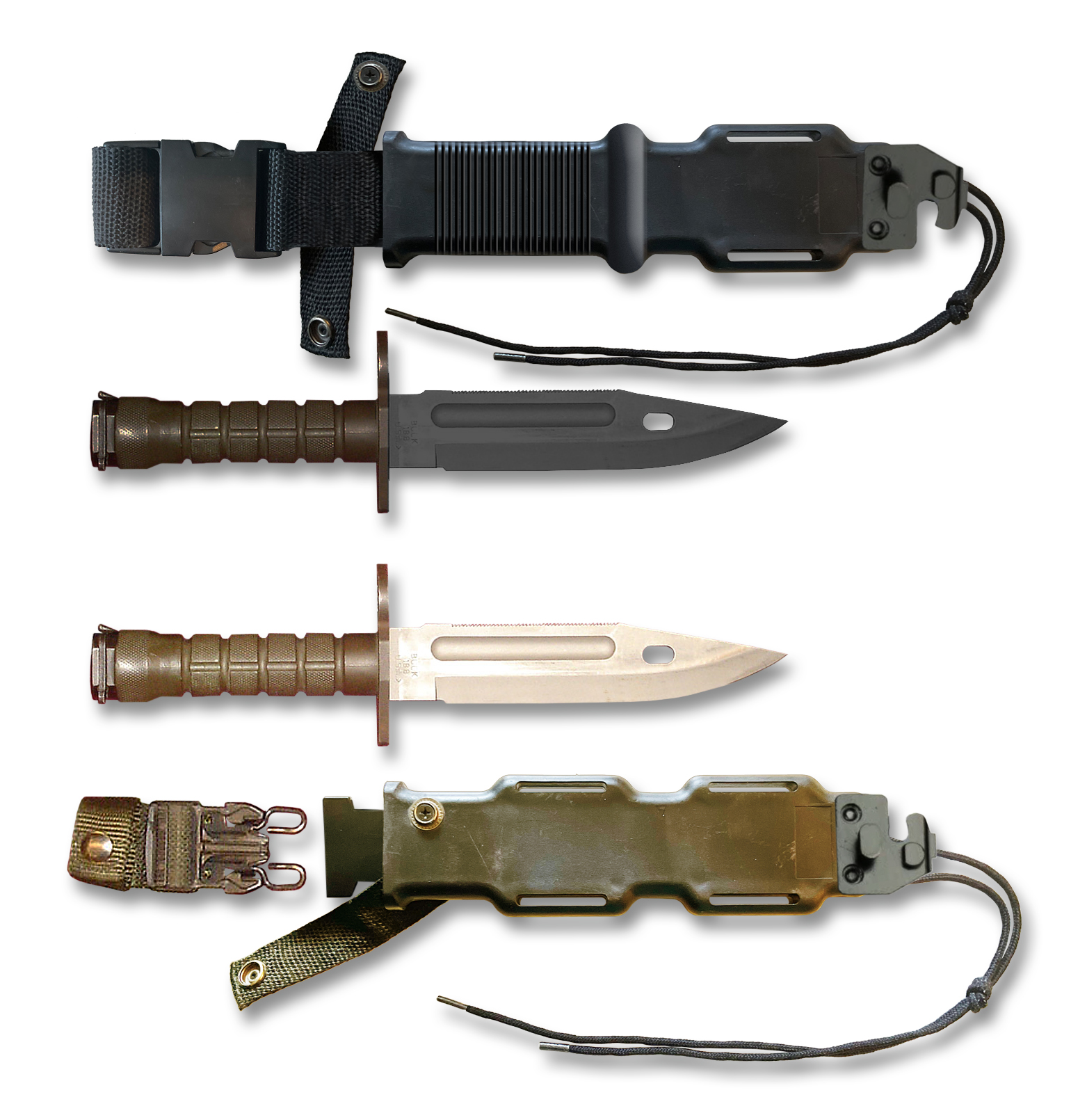
Bild 6
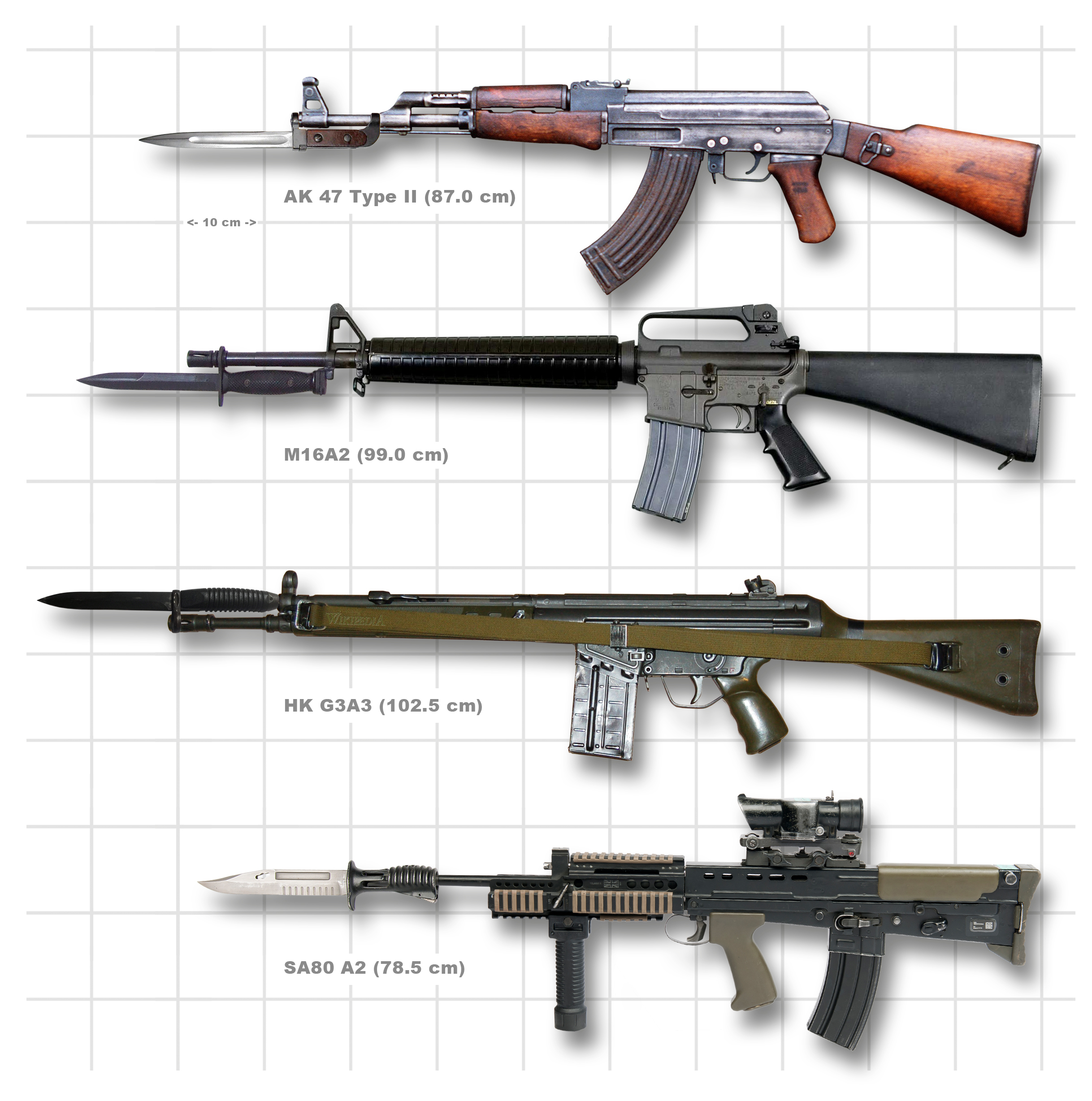
Bild 7

- Bild 1: Oben: Das Épée-Baïonnette Modèle 1886, hatte ursprünglich eine Klingenlänge von 52 cm. Unten: ein durch Kürzen zum Grabendolch umfunktioniertes Exemplar
- Bild 2: Das Display zeigt verschiedene Bajonette, die vom US-Militär eingesetzt wurden und werden: A) Tüllenbajonett für das Springfield Model 1861 Rifle Musket B) Tüllenbajonett am Remington Rolling Block Rifle C) Ladestockbajonett (auch  Putzstock- o. Spitzbajonett genannt) des Springfield Trapdoor Rifle D) Messerbajonett für das Krag Rifle E) Experimentelle M1900 Bowie-Variante des US-Springfield-Bajonetts M1892, hergestellt für das Springfield Model 1892 Krag–Jørgensen Rifle. F) M1905-Bajonett (brünierte Version) G) M1-Bajonett H) M1905E1-Bowie-Point-Bajonett (verkürzte Version des M1905) I) M4-Bajonett mit Ledergriff für das M1-Karabiner J) M6-Bajonett am M14-Gewehr K) M7-Bajonett am M16A1-Gewehr L) M1917-Bajonett am Winchester Model 12 Combat Shotgun M) aktuelles M9 Bajonett des US-Militär an einem M4 Carbine befestigt N) Das OKC-3S-Bajonett des US-Marine-Chorps
- Bild 3: Mehrzweckbajonett M1959 der Nationalen Volksarmee der DDR für die AKM (modernisierte AK-47) mit Drahtschneide-Funktion
- Bild 4: Bajonett und Scheide für das deutsche Sturmgewehr „HK G3“. Das Bajonett wurde nie an die Truppe ausgegeben, war aber in den frühen 1980ern durchaus „im sog. Kasernen-Bestand“
- Bild 5: das britische L3A1 bayonet, das zentral auf den Lauf gesteckt wird. Der Griff ist innen hohl und vorne zur Schussabgabe offen, die Klinge seitlich versetzt
- Bild 6: Das aktuelle M-9-Bajonett der US-Army in verschiedenen Ausführungen
- Bild 7: Unterschiedliche Montage von Bajonetten auf modernen Sturmgewehren (Längenangaben ohne Bajonett)

## Das Bajonett im militärisch-taktischen Einsatz

### Napoleonische Kriege

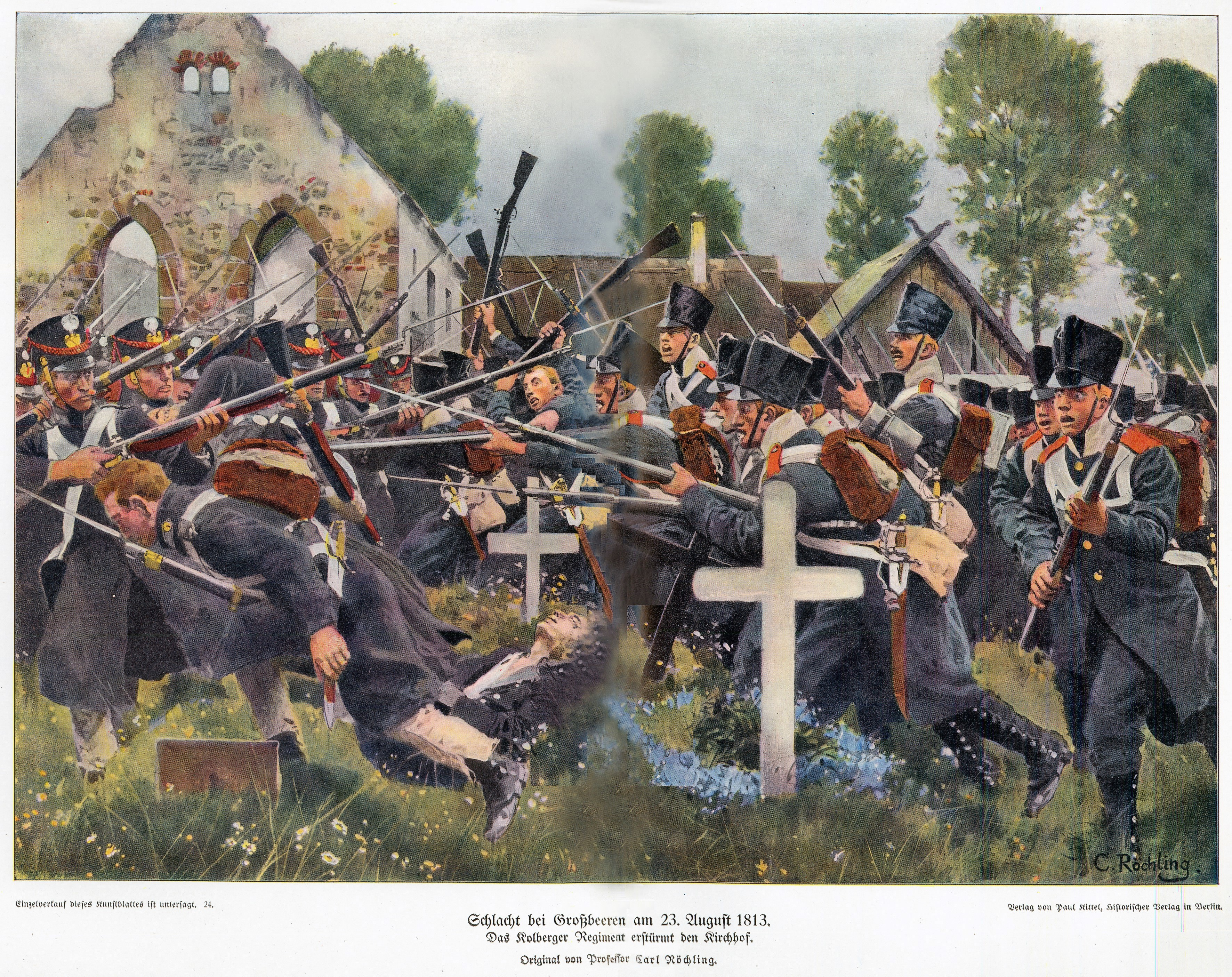
Ein Bajonettangriff während der Schlacht bei Großbeeren (1813)

Während der Koalitionskriege (1792 bis 1815) war der Bajonettangriff eine gängige Taktik. Trotz seiner Wirksamkeit verursachte ein Bajonettangriff nicht unbedingt erhebliche Verluste durch den Einsatz der Waffe selbst. Detaillierte Schlachtverlustlisten aus dem 18. Jahrhundert zeigten, dass in vielen Schlachten weniger als 2 % aller behandelten Wunden durch Bajonette verursacht wurden. Der Schweizer Militärtheoretiker und General Antoine-Henri Jomini, der zu Zeiten Napoleons in zahlreichen Armeen diente, schrieb, dass die meisten Bajonettangriffe damit endeten, dass eine Seite floh, bevor es zu einem direkten Aufeinandertreffen kam. Bajonettgefechte kamen zwar vor, aber meist in einem kleineren Maß, wenn gegnerische Einheiten in einem begrenzten Umfeld aufeinandertrafen, wie etwa beim Sturm auf Befestigungen oder bei Hinterhaltsgefechten in unwegsamem Gelände. In einer Zeit, in der Gliedweises Feuern die Haupttaktik darstellte, war die Bedrohung durch das Bajonett im Vergleich zum eher zufälligen – unwahrscheinlichen – Treffer durch die Musketenkugel (vor allem bei größerer Distanz) viel greifbarer und unmittelbarer. Diese Denkweise brachte die Männer dazu, oft zu fliehen, bevor die Linien wirklich aufeinandertrafen. Daher war das Bajonett eine äußerst nützliche Waffe, um dem Feind gegenüber Boden gutzumachen, obwohl es selten tatsächlich eingesetzt wurde, um Verletzungen zuzufügen.

### Amerikanischer Bürgerkrieg

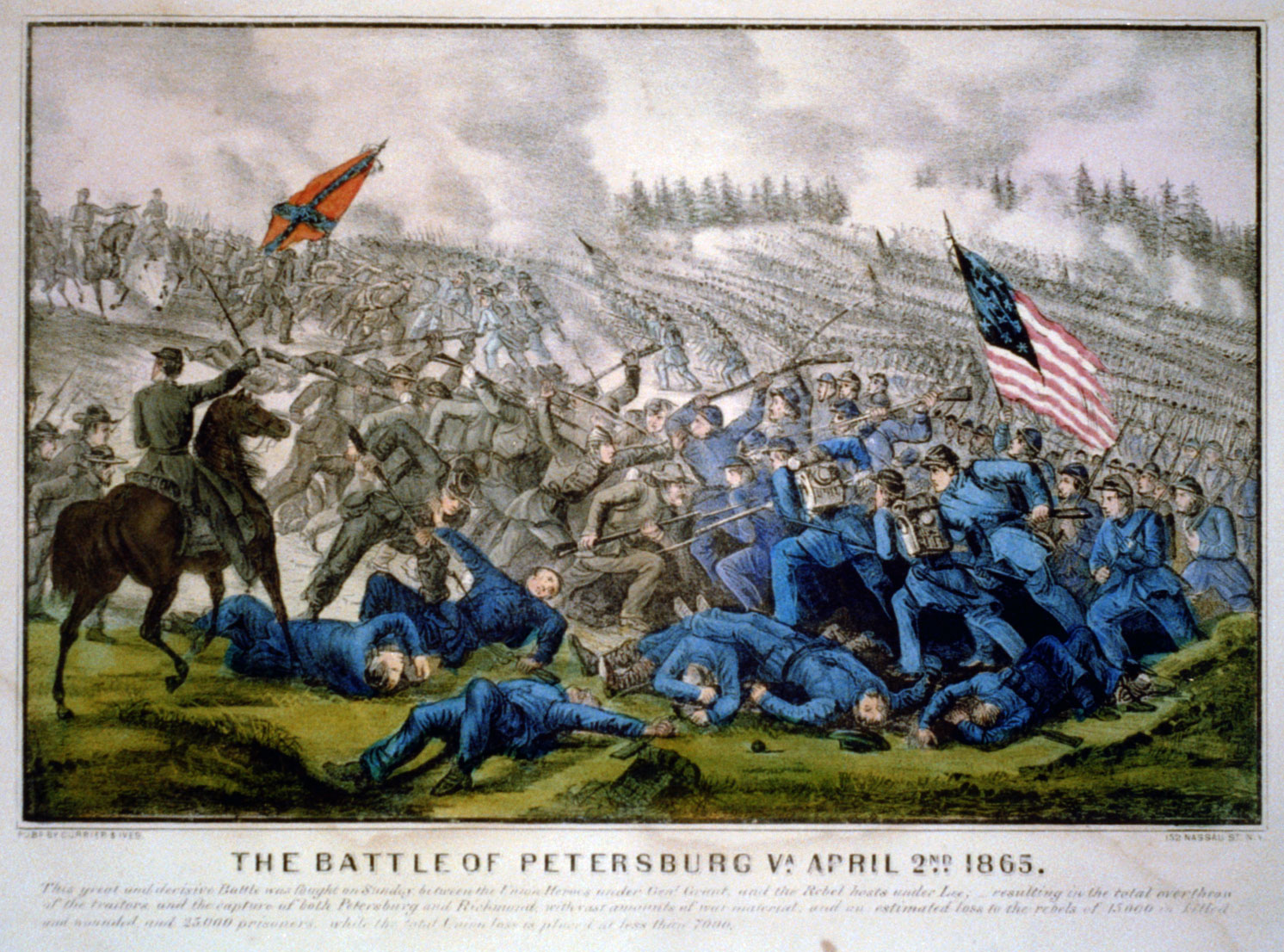
Ein Bajonettangriff während der dritten Schlacht von Petersburg, (1865)

Im Sezessionskrieg (1861–1865) war das Bajonett für weniger als 1 % der Verluste auf dem Schlachtfeld verantwortlich, ein deutliches Zeichen der aufkommenden „modernen Kriegsführung“. Bajonettangriffe, um den Feind zum Rückzug zu zwingen, waren im amerikanischen Bürgerkrieg bei zahlreichen Gefechten kleiner Einheiten auf kurze Distanz sehr erfolgreich, da die meisten Truppen beim Nachladen zurückwichen. Obwohl solche Angriffe nur wenige Verluste verursachten, entschieden sie oft über kurze Gefechte und die taktische Besetzung wichtiger Positionen auf dem Gefechtsfeld. Darüber hinaus konnten Bajonettübungen eingesetzt werden, um Männer zu disziplinieren und zu sammeln, die durch feindliches Feuer vorübergehend verunsichert und entnervt waren.
Während die Unionsarmeen die Schlacht von Gettysburg aufgrund der Geländebeschaffenheit und des massiven Artilleriefeuers insgesamt gewannen, war ein entscheidender Moment am zweiten Tag der Schlacht ein Bajonettangriff am Little Round Top, als Joshua Lawrence Chamberlains 20. Maine Volunteer Infantry Regiment, dem die Musketenmunition ausging, den Hügel hinunterstürmte und viele der überlebenden Soldaten des 15. Alabama Infantry Regiments und anderer konföderierter Regimenter überraschte und gefangen nahm. Weitere Bajonettangriffe fanden am 2. Juli bei Gettysburg statt, von Unions-General Winfield Scott Hancock aus Verzweiflung angeordnet, um den Vormarsch einer konföderierten Brigade lange genug zu verzögern und Verstärkung für die durchlöcherte Unionslinie auf Cemetery Ridge heranzuholen. Ein weiterer Bajonettangriff wurde am späten Abend des 2. Juli vom 137. New York Infantry Regiment durchgeführt, das die äußerste rechte Flanke der Unionslinie auf Culp's Hill verteidigte. Durch den Angriff mehrerer Kompanien gelang es, den Vormarsch des Gegners so lange aufzuhalten, bis Verstärkung auf die rechte Seite des Regiments vordringen und den Angriff abwehren konnte.

### Erster Weltkrieg

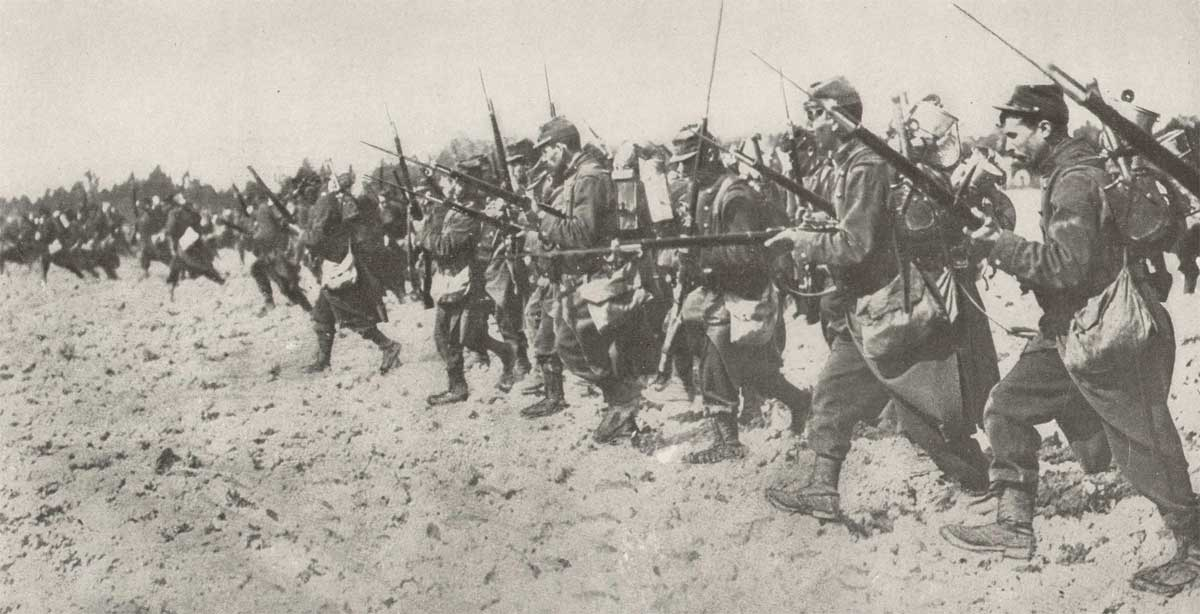
Bajonettangriff der französischen Infanterie mit veralteten Lebel-Gewehren von 1886 im Jahr 1913

Mit dem Aufkommen der modernen Kriegsführung im 20. Jahrhundert wurden Bajonettangriffe zu fragwürdigen Unternehmungen. Während der Belagerung von Port Arthur (1904–1905) setzten die japanischen Truppen eine als Menschliche Welle bezeichnete Angriffstaktik gegen russische Artillerie- und Maschinengewehrstellungen ein und erlitten dabei massive Verluste.
Ein weit verbreitetes, geläufiges Bild der Kämpfe im Ersten Weltkrieg ist das einer Welle von Soldaten mit aufgepflanzten Bajonetten, die über den Rand des Schützengrabens stürmen und durch das Niemandsland in einen feindlichen Feuerhagel rennen. Obwohl dies zu Beginn des Krieges die Standardmethode des Kampfes war, war sie selten erfolgreich. Die britischen Verluste am ersten Tag der Schlacht an der Somme waren die höchsten in der Geschichte der britischen Armee: 57.470 Verluste, davon 19.240 Gefallene.
Vor allem an der Westfront war das Niemandsland oft Hunderte von Metern breit. Das Gebiet war normalerweise durch die Kriegshandlungen verwüstet und mit Kratern von Artillerie- und Mörsergranaten übersät und manchmal durch Chemische Waffen verseucht. Von beiden Seiten wurde es schwer durch Maschinengewehre, Granatwerfer, Artillerie und Scharfschützen verteidigt, oft war es zusätzlich mit Stacheldraht und Landminen gesichert und übersät mit verwesenden Leichen. Ein Bajonettangriff durch dieses Gelände führte oft zur völligen Vernichtung ganzer Bataillone.

### Zweiter Weltkrieg

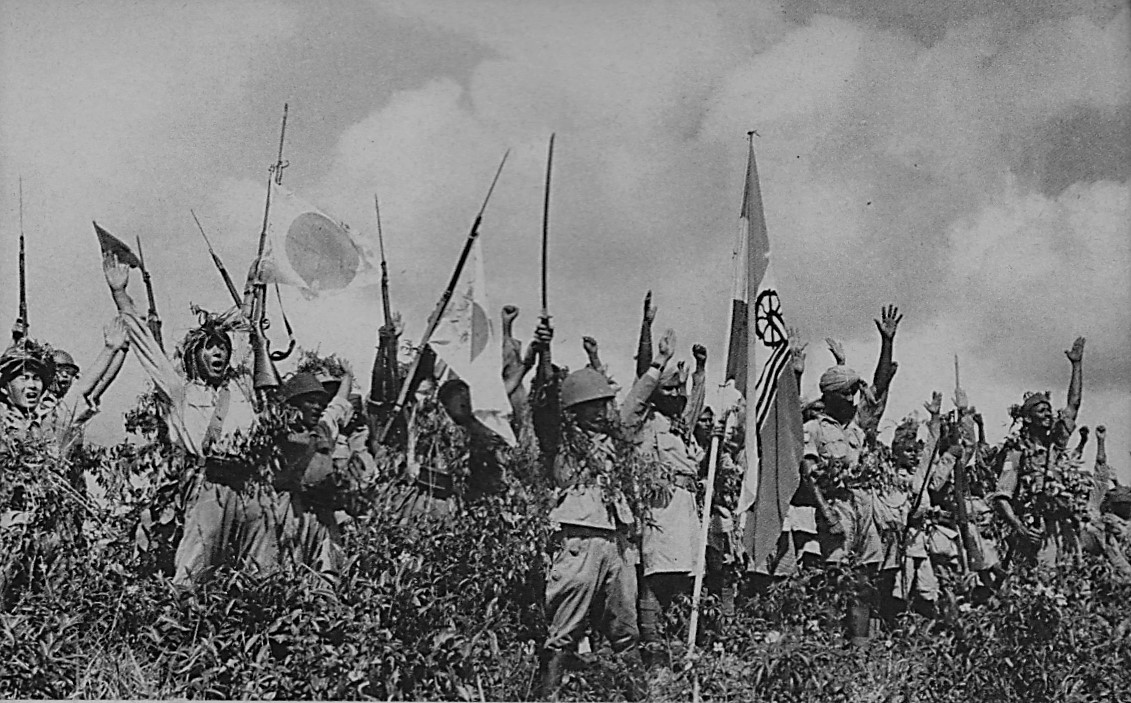
Soldaten der Kaiserlich Japanischen Armee motivieren sich mit Banzai-Rufen vor einem Angriff

Während des Zweiten Japanisch-Chinesischen Krieges gelang es japanischen Einheiten noch mehrfach mit gut vorbereiteten Bajonettangriffen effektiv gegen die schlecht organisierten und nur mangelhaft bewaffneten chinesischen Truppen Erfolge zu erzielen. Diese Attacken wurden zu einer anerkannten Militärtaktik, mit der es japanischen Streitkräften möglich war, größere chinesische Streitkräfte routinemäßig in die Flucht zu schlagen.
Im Zweiten Weltkrieg während der Anfangsphase des Pazifikkriegs (1941–1945) konnte ein plötzlicher Bajonettangriff noch unvorbereitete feindliche Soldaten überwältigen. Solche Angriffe wurden von den alliierten Streitkräften nach dem japanischen Schlachtruf „Banzai-Angriffe“ genannt. Gegen Ende des Krieges richtete ein Banzai-Angriff gegen die gut organisierten und schwer bewaffneten US-Truppen nur noch wenig Schaden an, verursachte aber im Gegenzug enorme japanische Verluste. Er wurde manchmal als letztes Mittel von kleinen Gruppen überlebender Soldaten durchgeführt, wenn die Hauptschlacht bereits verloren war. Ein Grund für diese „Gyokusai“ („zerbrochenes Juwel“) genannte Form des Massenselbstmordes war, der ehrlosen Gefangenschaft zu entgehen.
Einige japanische Kommandeure, wie General Tadamichi Kuribayashi, erkannten die Sinnlosigkeit und Verschwendung solcher Angriffe und verboten sie ihren Männern ausdrücklich. Tatsächlich waren die Amerikaner überrascht, dass die Japaner in der Schlacht um Iwo Jima keine Banzai-Angriffe durchführten.

### Koreakrieg und spätere Einsätze
Während des Koreakrieges führten das französische Bataillon und die türkische Brigade Bajonettangriffe gegen feindliche Truppen durch. 1951 stürmte der US-Armeeoffizier L. L. Millett mit Soldaten des 27. US-Infanterieregiments mit Bajonetten eine gegnerische Maschinengewehrstellung. Der Historiker S. L. A. Marshall bezeichnete den Angriff als „den umfassendsten Bajonettangriff amerikanischer Truppen seit Cold Harbor“. Der Ort wurde später als Bayonet Hill bekannt. Dies war der letzte geführte Bajonettangriff der US-Armee.
Noch im Falklandkrieg von 1982 und im frühen 21. Jahrhundert beim Krieg in Afghanistan seit 2001 und bei der Besetzung des Irak 2003–2011 wurden vereinzelt Bajonette eingesetzt.
In einigen Streitkräften wird das Bajonett noch geführt und auch Bajonettnahkampf ausgebildet. Das Bajonett verändert aufgepflanzt den Haltepunkt der Waffen beim Schuss.
Die deutsche Bundeswehr verwendet(e) keine Bajonette, obwohl mehrere Versionen für das G3 entwickelt wurden.
Im April 2010 stellte die United States Army die traditionelle „choreographische“ Ausbildung ihrer Rekruten am Bajonett in der Grundausbildung ein, weil sie den herkömmlichen Bajonettangriff als zunehmend irrelevant für ihr Aufgabenprofil ansieht. Dennoch soll das Bajonett neben dem Kampfmesser in einer modifizierten Nahkampfausbildung weiterhin seinen Platz haben. Das US-Marine-Corps behielt die Ausbildung am Bajonett (mit dem Pugil stick) bei.

## Effizienz
Während der Dritten Flandernschlacht versuchten die britischen Behörden, sich einen Überblick über die verschiedenen Verletzungen zu verschaffen. Deshalb wurden am 21. September 1917 sämtliche innerhalb von 24 Stunden in den Einrichtungen der Casualty clearing stations (vergleichbar dem Truppenverbandplatz) um Ypern aufgenommenen Verwundeten dokumentiert.
Eine 2012 veröffentlichte Studie erklärt die niedrigen Zahlen der durch Nahkampfwaffen (Bajonett, Handgranate) Verwundeten dadurch, dass entweder das Bajonett an diesem Tag selten eingesetzt wurde oder dass die von Bajonetten verursachten Wunden meist tödlich waren und nicht mehr in den Erstversorgungsstellen registriert wurden.
| Waffentyp        | Verwundungen | Prozent |
| ---------------- | ------------ | ------- |
| Brisanzgeschosse | 3.867        | 35,8 %  |
| Schrapnell       | 2.142        | 19,9 %  |
| Kugel            | 2.933        | 27,2 %  |
| Handgranate      | 77           | 0,70 %  |
| Bajonett         | 17           | 0,16 %  |
| Gas              | 209          | 1,94 %  |
| Unbekannt        | 1.544        | 14,3 %  |
| Insgesamt        | 10.789       | 100 %   |

2007 wurde eine Untersuchung an 33 in einem Massengrab aus der Zeit des Zweiten Koalitionskriegs (1799 bis 1802) gefundenen Leichen durchgeführt. Neben Erkenntnissen zum allgemeinen Gesundheitszustand konnten auch Informationen über die Art der Verwundungen gewonnen werden.
Gestorben waren alle Soldaten durch Waffenwirkung, die aber nur nachgewiesen werden konnte, wenn die Knochen in Mitleidenschaft gezogen worden waren. Gezählt wurden 61 derartige Verletzungen, die alle keine Heilungsspuren erkennen ließen. Sie mussten also unmittelbar vor dem Tod zugefügt worden sein. Es ließen sich Verletzungen durch scharfe und durch stumpfe Gewalt, Schussverletzungen und Frakturen nachweisen. Am häufigsten fand sich jedoch scharfe Gewalt durch das Bajonett. Diese Stichverletzungen traten gehäuft am Becken und an der Lendenwirbelsäule auf. Daraus ließ sich folgern, dass die Bajonette gezielt und oft mehrmals in den Bauch gestoßen wurden. Säbelhiebe waren seltener, ebenso stumpfe Gewalt.
Alle diese Verletzungen konnten nur im Nahkampf zugefügt werden. Ihre Häufigkeit zeigt, dass dies die damals übliche Kampfweise war. Verletzungen durch Schusswaffen, die aus größerer Entfernung eingesetzt wurden, waren dagegen seltener. Sie fanden sich überall verteilt am Skelett, an Kopf und Beinen, was als Hinweis auf die geringe Treffsicherheit der damaligen Schusswaffen zu deuten ist.

## Sonstiges

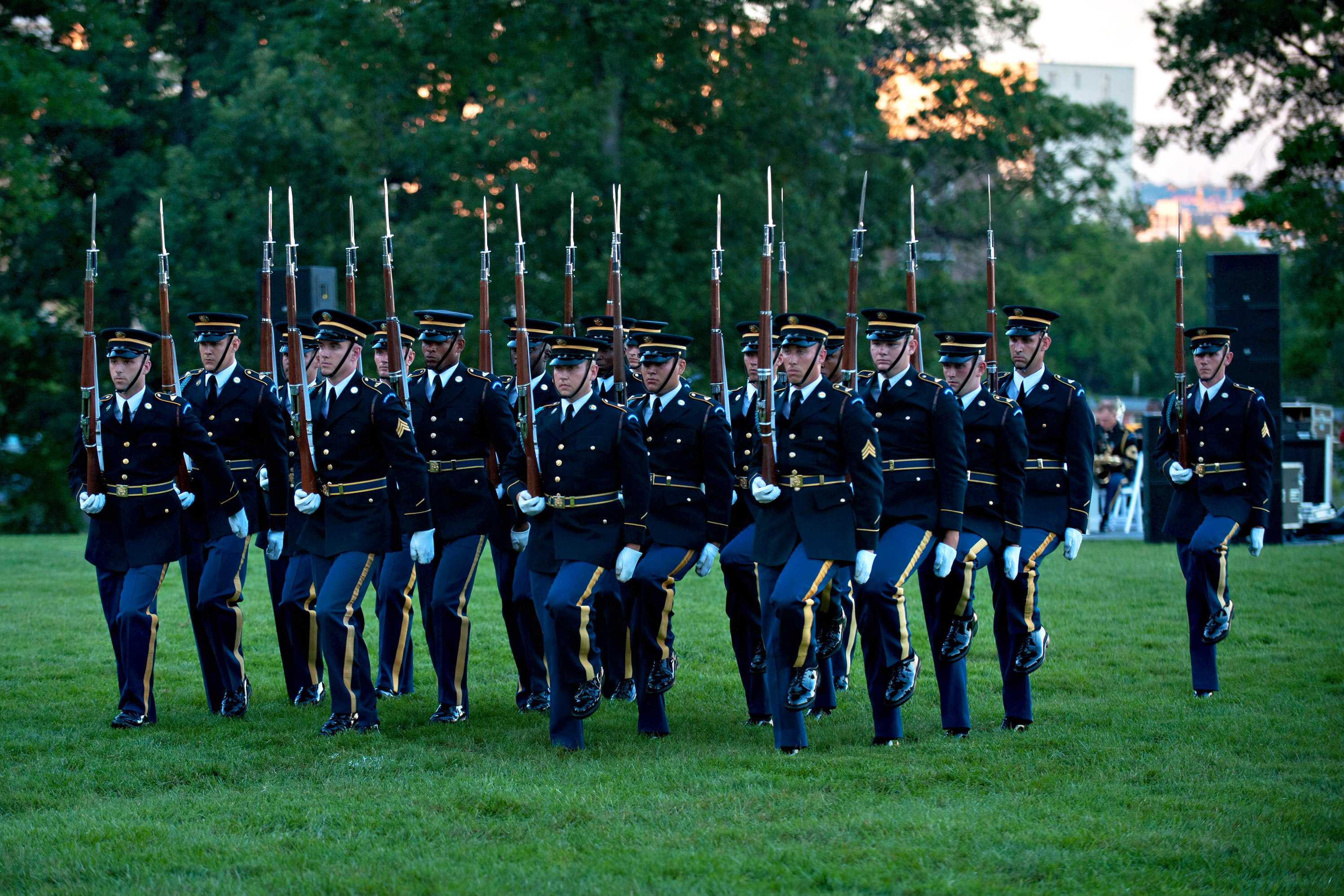
Drillteam der U.S. Army

- Die Drillteams einiger Armeen zeigen in ihren Vorführungen noch Bajonett-Elemente. Das sind meist reine Showeinlagen, die keine reelle Bedeutung im militärischen Dienstalltag haben bzw. hatten, wie spezielle, militärisch bedeutungslose Waffengriffe, die den reinen Unterhaltungseffekt steigern sollen (z. B. das Jonglieren mit einem Gewehr). Das dem Wachbataillon unterstellte Drillteam der Bundeswehr zeigt in seinen Darbietungen keine Bajonett-Elemente.

- Der deutschstämmige Friedrich Wilhelm von Steuben war mit seiner Exerzieranleitung „Blue book“ maßgeblich für die Bajonettkampf-Ausbildung der Kontinentalarmee verantwortlich.[45][46]
- Die Bezeichnung „Bajonettverschluss“ geht auf die Form und Ausgestaltung der Arretierungsvorrichtung auf den alten Tüllenbajonetten zurück.
- Als „Bajonett-Stellung“ bezeichnet man eine Form eines Knochenbruchs, bei dem die beiden Knochenfragmente nebeneinander zum Liegen kommen.[47]
- „Bajonettangriff“ heißt ein seit 1990 populärer Spielzug im Klassischen System beim Schach
- Der „Bajonettgraben“, auf Französisch Tranchée des Baïonnettes, ist ein Denkmal zur Erinnerung an die Schlacht um Verdun.